# اشتانیسلواس کوبیرسکی
اشتانیسلواس کوبیرسکی (به آلمانی: Stanislaus Kobierski) بازیکن فوتبال و مهاجم اهل آلمان است که از سال ۱۹۳۱ میلادی عضو تیم ملی فوتبال آلمان بوده‌است. وی در ۲۶ بازی ملی حضور داشته است و آخرین بازی ملی خود را در سال ۱۹۴۱ میلادی انجام داد. اشتانیسلواس کوبیرسکی در بازی‌های ملی‌اش ۹ گل به ثمر رساند.